# Flash (personaj)
Flash este numele mai multor supereroi care apar în cărțile de benzi desenate americane⁠(d) publicate de DC Comics. Creat de scriitorul Gardner Fox⁠(d) și artistul Harry Lampert⁠(d), prima versiune a personajului a apărut în Flash Comics #1 (lansat în noiembrie 1939 pentru luna ianuarie 1940). Poreclit „Scarlet Speedster”, toate versiunile lui Flash posedă „superviteză” (i.e. capacitatea de a alerga, mișca și gândi extrem de rapid), superreflexe și puterea de a încălca anumite legi ale fizicii⁠(d).
Până în prezent, cel puțin cinci personaje diferite — toate având puterea „speedster⁠(d)” — și-au asumat identitatea lui Flash în istoria DC: atletul universitar Jay Garrick⁠(d) (1940–1951, 1961–2011, 2017–prezent), criminalistul Barry Allen⁠(d) (1956–1985, 2008–prezent), Wally West⁠(d), nepotul lui Barry (1986–2011, 2016–prezent), Bart Allen⁠(d), nepotul lui Barry   (2006–2007) și chinezo-americanul Avery Ho (2017–prezent). Toți au fost membri ai grupurilor de supereroi Justice Society of America, Liga Dreptății și Tinerii Titani.
Flash este unul dintre cele mai populare personaje ale DC Comics și a fost prezent în numeroasele „povești de criză” retcon⁠(d) ale editorului de-a lungul anilor. Prima întâlnirea dintre Jay Garrick (Flash în Epoca de Aur) și Barry Allen (Flash în Epoca de Argint) din povestea „Flash of Two Worlds⁠(d)” (1961) i-a familiarizat pe cititorii benzilor desenate DC cu conceptul de multivers⁠(d), acesta devenind un element fundamental al poveștilor ulterioare.
Asemenea colegilor săi din Liga Dreptății (i.e. Femeia Fantastică, Superman și Batman), Flash are numeroși inamici, printre aceștia fiind Gorilla Grodd⁠(d), membri ai grupului Rogues⁠(d) și Reverse-Flash⁠(d). În poveștile lui Flash mai apar Iris West⁠(d) (soția lui Barry), Linda Park (soția lui Wally), Valerie Perez⁠(d) (prietena lui Bart), Max Mercury⁠(d) și membrii Departamentului de poliție din Central City David Singh⁠(d) și Patty Spivot⁠(d).
Personaj fundamental al Universului DC⁠(d), Flash a apărut în numeroase filme DC, jocuri video, seriale animate și seriale de televiziune. Barry Allen a fost interpretat de Rod Haase în emisiunea specială Legends of the Superheroes⁠(d) (1979), de John Wesley Shipp⁠(d) în serialul The Flash⁠(d) (1990), de Grant Gustin în serialul The Flash (2014) și de Ezra Miller în seria de filme DC Extended Universe⁠(d) începând cu Batman vs. Superman: Zorii dreptății (2016). Diverse versiuni ale personajului apar atât în seriale animate precum Superman: The Animated Series⁠(d), Liga Dreptății, Batman: Neînfricat și cutezător și Tinerii Justițiari, cât și în seria DC Universe Animated Original Movies⁠(d).

## Caracterizare

### Jay Garrick
În 1938, studentul Jay Garrick a inhalat din greșeală vapori de apă grea într-o pauză de fumat în interiorul laboratorului în care lucra. Ca urmare, a descoperit că poate alerga cu o viteză supraomenească, și că are reflexe la fel de rapide. După o scurtă carieră de fotbalist universitar, a îmbrăcat un tricou roșu cu un fulger, și o cască metalică stilizată cu aripi (bazată pe imagini ale divinității grecești Hermes), și a început să lupte împotriva criminalității sub numele de Flash. Garrick și-a păstrat ani de zile identitatea secretă, vibrându-și continuu corpul în timp ce se afla în public, astfel încât orice fotografie a feței sale să fie încețoșată. Deși este originar din Pământul Doi, a fost încorporat în istoria Noului Pământ în urma „Crisis on Infinite Earths”, și este încă activ ca Flash în Keystone City. Este membru al Societății Dreptății din America.

### Barry Allen
Barry Allen este un asistent de cercetare din cadrul Diviziei de Criminalistică a Departamentului de Poliție din Central City. Barry avea reputația de a fi foarte lent, și de a întârzia frecvent, ceea ce o frustra pe logodnica sa, Iris West. Într-o noapte, în timp ce se pregătea să plece de la serviciu, un fulger a lovit un raft din apropierea laboratorului său, și l-a stropit cu un cocktail de substanțe chimice. Ca urmare, Barry a descoperit că putea alerga extrem de repede, și că avea reflexe pe măsură. A îmbrăcat un set de colanți roșii cu un fulger (amintind de originalul Căpitanul Marvel din Fawcett Comics), s-a autointitulat Flash (după eroul său din copilărie, Jay Garrick), și a devenit un luptător împotriva criminalității, activ în Central City. Este membru al Ligii Dreptății.
Barry și-a sacrificat viața pentru univers în maxi-seria „Crisis on Infinite Earths” din 1985, și a rămas mort timp de peste douăzeci de ani după publicarea acestei povești. Odată cu seria Final Crisis din 2008, Barry a revenit în universul DC, și a redevenit pe deplin proeminent ca Flash în seria din 2009, The Flash: Rebirth, care a fost urmată la scurt timp de un nou volum al seriei în curs de desfășurare, The Flash, în care aventurile lui Barry ca Scarlet Speedster au fost publicate, până în 2020.

### Wally West
Wallace Rudolph „Wally” West este nepotul lui Iris West și al lui Barry Allen, și a fost introdus în The Flash #110 (1959). Când West avea aproximativ zece ani, el vizita laboratorul de poliție al unchiului său, iar accidentul ciudat care i-a dat lui Allen puterile s-a repetat, scăldându-l pe West în substanțe chimice încărcate electric. Având acum aceleași puteri ca și unchiul său, West a îmbrăcat o copie a costumului lui Allen, și a devenit tânărul luptător împotriva crimei Kid Flash. După evenimentele din „Crisis on Infinite Earths”, în care Barry Allen a fost ucis, Wally a preluat rolul de cel mai rapid om în viață.

## Publicații

### Epoca de Aur
Flash a apărut pentru prima dată⁠(d) în Flash Comics #1 (ianuarie 1940), fiind publicată de All-American Publications⁠(d), una dintre cele trei companii care vor fuziona în cele din urmă pentru a alcătui DC Comics. Creat de scriitorul Gardner Fox și artistul Harry Lampert, primul Flash a fost Jay Garrick, un student care și-a obținut puterile prin inhalarea vaporilor de apă dură. Când a fost reintrodus în benzile desenate ale anilor 1960, originea lui Garrick a fost modificată, puterile sale fiind obținut prin expunerea la apă grea.
Jay Garrick a fost un personaj popular în anii 1940, fiind prezent în Flash Comics, All-Flash Quarterly⁠(d) (publicat ulterior bilunar sub numele All-Flash), coprotagonist în Comic Cavalcade⁠(d) și membru fondator al Justice Society of America, prima echipă de supereroi, ale cărei aventuri s-au desfășurat în All Star Comics. Odată cu intrarea în declin a popularității supereroilor în perioada postbelică, Flash Comics a fost anulată odată cu numărul 104 din 1949 care prezenta o versiune malefică a personajului numită Rival. Ultima poveste a Justice Society of America din Epoca de Aur a apărut în All Star Comics #57 (1951).

### Epoca de Argint

Barry Allen se întâlnește cu prima versiune a lui Flash, Jay Garrick, în The Flash, vol. 1, #123 (1961). Numărul este creditat cu introducerea conceptului de multivers în benzile desenate.

În 1956, popularitatea supereroilor a crescut, iar DC Comics a început să-i publice din nou, astfel luând naștere Epoca de Argint a benzilor desenate. Versiunea modernă a personajului Flash apare în cartea de benzi desenate Showcase⁠(d)  #4 (octombrie 1956).
Noul Flash era Barry Allen, un om de știință criminalist, ale cărui puteri au fost obținute după ce a fost scăldat în chimicale. Acesta a adoptat numele The Scarlet Speedster după ce a citit o carte de benzi desenate cu Flash din Epoca de Aur. După mai multe apariții în Showcase, personajului lui Allen a primit propria serie intitulată The Flash, primul număr fiind 105. Atât Barry Allen, cât și noul Flash au fost creați de Robert Kanigher⁠(d), John Broome⁠(d) și Carmine Infantino⁠(d).
Versiunea Epocii de Argint s-a dovedit atât de populară încât s-a decis reînvierea unor personaje din Epoca de Aur precum Green Lantern. De asemnea, o nouă echipă de supereroi a fost creată - Liga Dreptății din America.
În noua serie The Flash, se dezvăluie că Garrick și Allen existau în cadrul unor lumi paralele fictive. Puterile le-au permis să treacă granița dimensională dintre cele două lumi, iar cei doi au deveni prieteni apropiați. Flash of Two Worlds (The Flash #123) a fost primul crossover în care un personaj din Epoca de Aur întâlnește un personaj din Epoca de Argint. Ulterior, au existat numeroase astfel de episoade între Liga Dreptății și Justice Society, cele două având o întâlnire anuală de la începutul anilor 1960 până la mijlocul anilor 1980.
Aventurile lui Allen au continuat în propria carte de benzi desenate până la evenimentul Crisis on Infinite Earths⁠(d). The Flash s-a încheiat ca serie cu numărul 350. Viața lui Allen devenise confuză la începutul anilor 1980, iar DC Comics a decis să pună capăt aventurilor sale. Allen a murit eroic în Crisis on Infinite Earths #8 (1985). Datorită capacității sale de a călători în timp, va continua să apară ocazional în anii următori.

### Epoca modernă
Al treilea Flash a fost Wally West⁠(d), introdus în The Flash #110 (decembrie 1959) sub numele Kid Flash⁠(d). West, nepotul lui Allen prin căsătorie, și-a obținut puterile printr-un accident similar cu cel suferit de Allen. A adoptat numele Kid Flash și a fost membru al echipei Tinerii Titani timp de mulți ani. După moartea lui Allen, West a adoptat numele Flash în Crisis on Infinite Earths #12 și a primit propria serie începând cu The Flash (vol. 2) #1 în 1987. Majoritatea edițiilor începeau cu sloganul⁠(d) „Numele meu este Wally West. Sunt cel mai rapid om în viață”.
Datorită miniseriei Infinite Crisis⁠(d) și poveștii „One Year Later⁠(d)”, DC a anulat The Flash (vol. 2) în ianuarie 2006 odată cu numărul 230. O nouă serie intitulată The Flash: The Fastest Man Alive a început pe 21 iunie 2006. Arcul narativ inițial al seriei, dezvoltat de Danny Bilson⁠(d) și Paul De Meo⁠(d), se concentra pe asumarea rolului lui Flash de către Bart Allen.
The Flash: Fastest Man Alive a fost anulat odată cu numărul 13, iar în locul său a revenit The Flash (vol. 2) cu numărul 231. Acesta a fost scris de Mark Waid⁠(d), autorul All-Flash #1, carte care acționa ca puntea între cele două serii.
În 2009, Barry Allen a revenit în cartea de benzi desenate The Flash: Rebirth⁠(d), o miniserie din șase numere creată de Geoff Johns⁠(d) și Ethan Van Sciver⁠(d).